# Pilea (roślina)

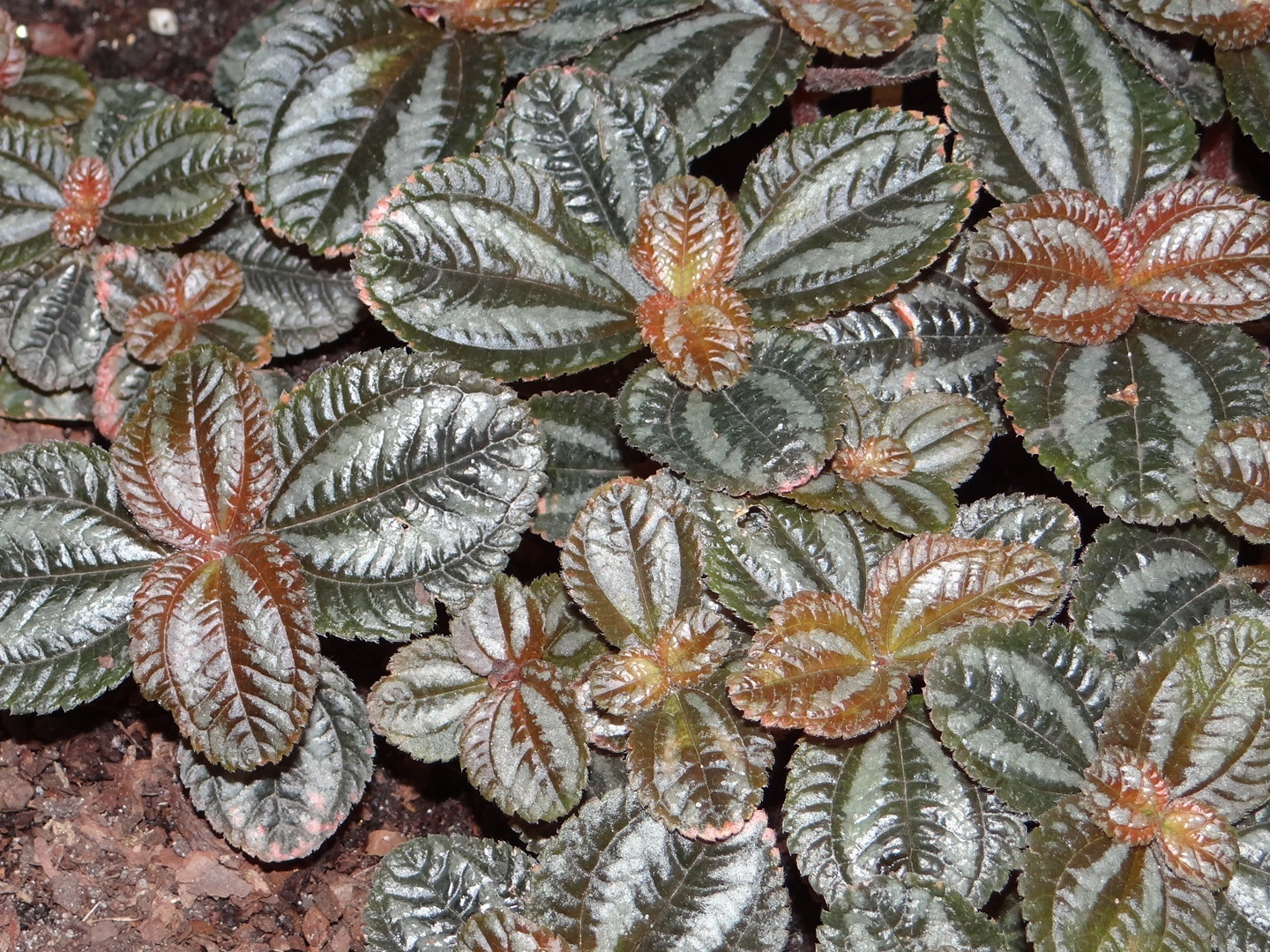
Pilea spruceana

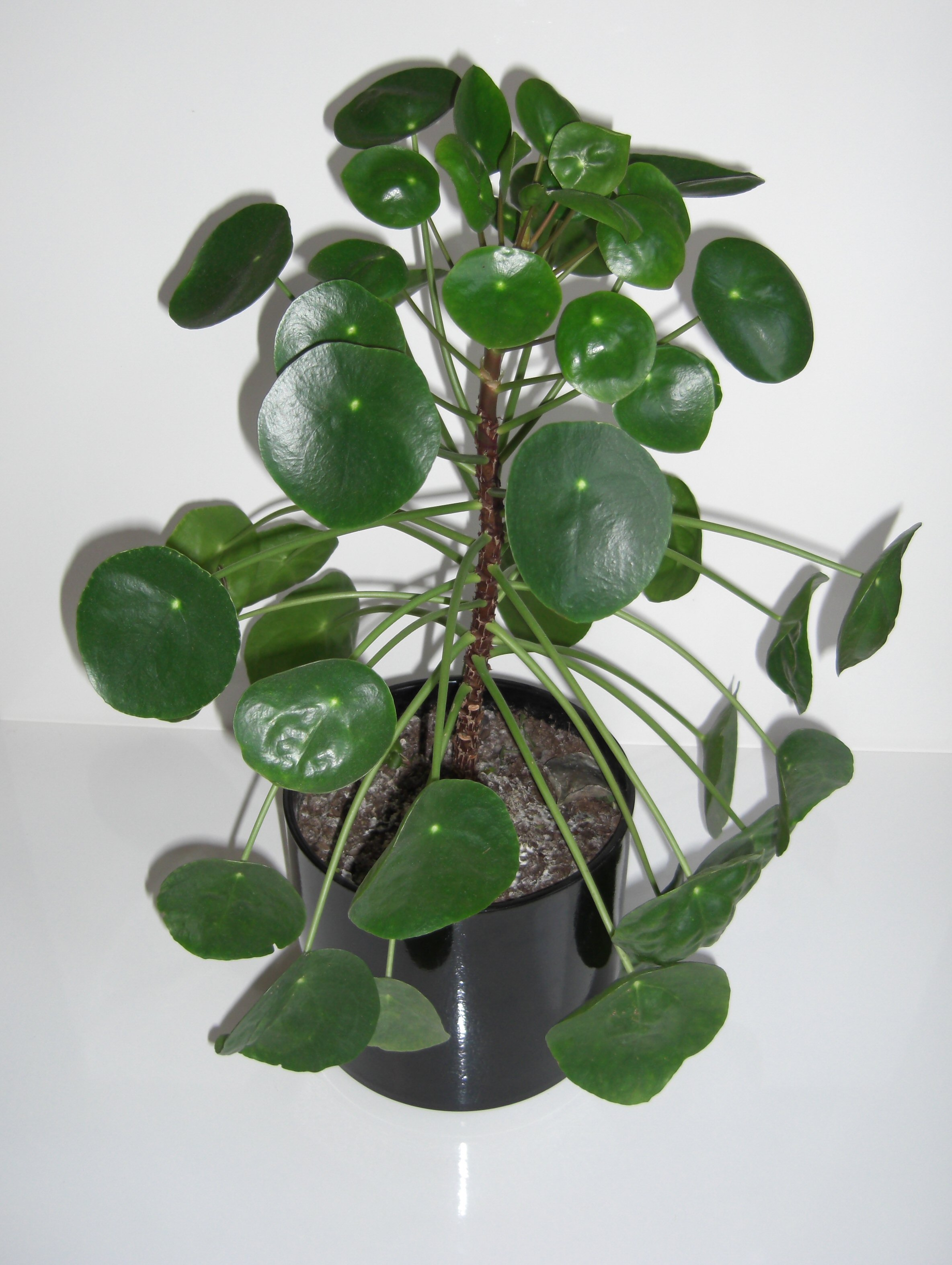
Pilea peperomioides

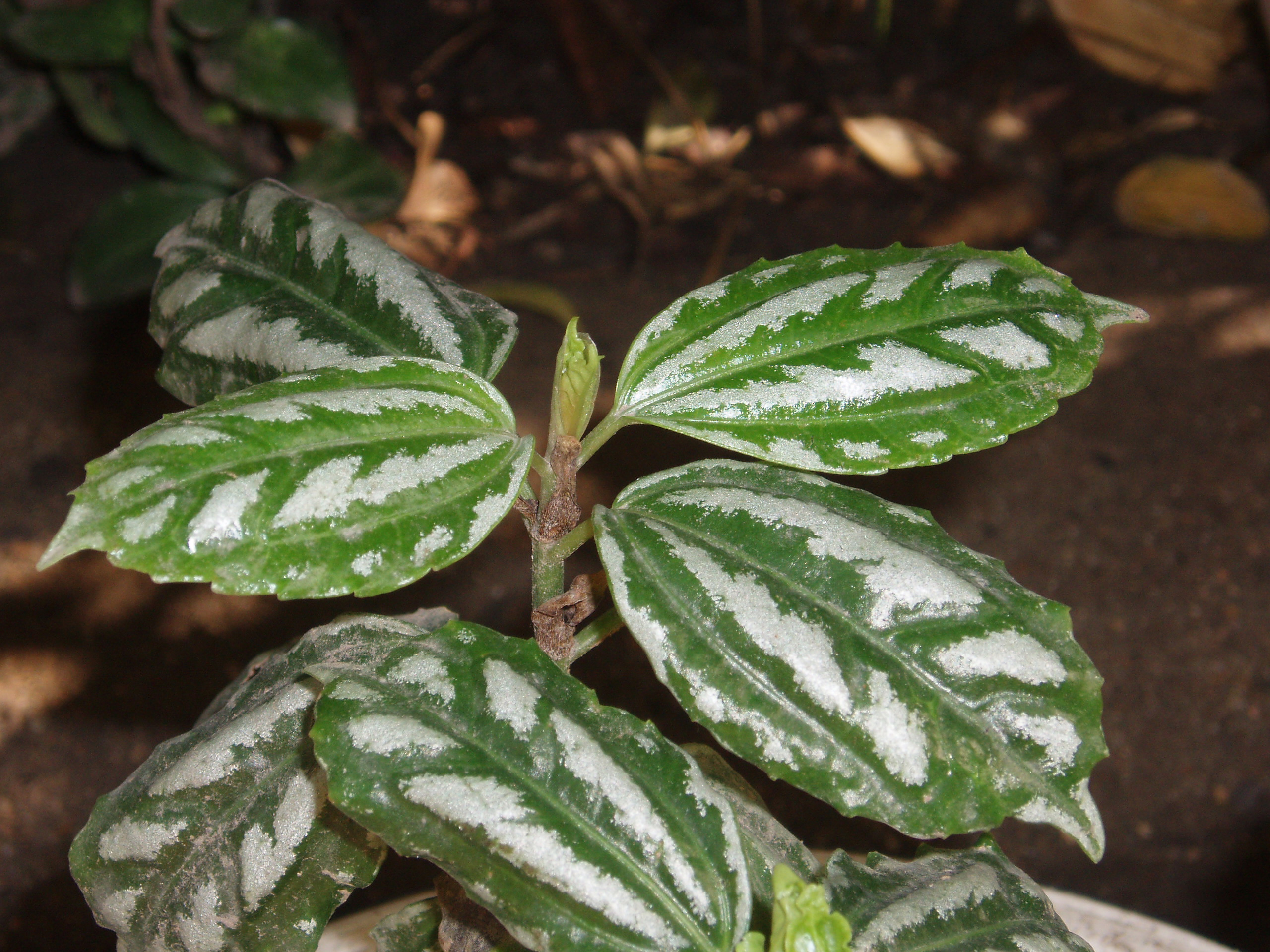
Pilea cadierei

Pilea (Pilea) – rodzaj roślin z rodziny pokrzywowatych (Urticaceae Juss.). Należy do niego 600-715 gatunków co czyni ten rodzaj najliczniejszym w obrębie rodziny. Rośliny występują na wszystkich kontynentach w strefie równikowej, zwrotnikowej i w klimacie umiarkowanym, z wyjątkiem Australii. Brak też przedstawiciela tego rodzaju w rodzimej florze Europy Środkowej. 

## Morfologia
PokrójByliny lub rośliny jednoroczne. Są to zazwyczaj niewielkie rośliny. tylko niektóre gatunki dorastają do 2 m wysokości.
LiścieUłożone naprzeciwlegle, ogonkowe, ząbkowane (rzadkie wyjątki). Podobne do liści peperomii.
KwiatyMałe, wiatropylne, zebrane w kwiatostany wyrastające w kątach liści.
OwocTorebki, często wyrzucające nasiona na dużą odległość od rośliny (autochoria).

## Systematyka
Synonimy
Neopilea  Leandri
Pozycja systematyczna według APweb (2001...)
Rodzaj należący do rodziny pokrzywowatych (Urticaceae Juss.), która wraz z siostrzanym kladem morwowatymi należy do kladu kladu różowych w obrębie okrytonasiennych.
Pozycja systemie Reveala (1993-1999)
Gromada okrytonasienne Magnoliophyta Cronquist, podgromada Magnoliophytina, klasa Rosopsida, podklasa ukęślowe Dilleniidae Takht. ex Reveal & Tahkt., nadrząd Urticanae, rząd pokrzywowce Urticales Dumort., rodzina pokrzywowate Urticaceae Juss., rodzaj pilea Pilea Lind..
Gatunki (wybór)
- Pilea depressa (Sw.) Blume
- Pilea fontana (Lunell) Rydb.
- Pilea herniarioides (Sw.) Lindl.
- Pilea inaequalis (Juss. ex Poir.) Weddell
- Pilea involucrata (Sims) Urban
- Pilea krugii Urban
- Pilea leptophylla Urban
- Pilea margarettiae Britt.
- Pilea microphylla (L.) Liebm.
- Pilea multicaulis Urban
- Pilea nummulariifolia (Sw.) Weddell
- Pilea parietaria (L.) Blume
- Pilea peploides (Gaud.) Hook. & Arn.
- Pilea pumila (L.) Gray
- Pilea richardii Urban
- Pilea rivoriae Weddell
- Pilea sanctae-crucis Liebm.
- Pilea spruceana Wedd.
- Pilea semidentata (Juss. ex Poir.) Weddell
- Pilea tenerrima Miq.
- Pilea trianthemoides (Sw.) Lindl.
- Pilea yunquensis (Urban) Britt. & Wilson

## Zastosowanie
Znaczenie ekonomiczne roślin z tego rodzaju nie jest wielkie. Kilka gatunków (P. cadierei, P. involucrata, P. microphylla i P. peperomioides, P. spruceana) uprawianych jest jako rośliny ozdobne, w Polsce jako rośliny pokojowe. Jeden gatunek wykorzystywany jest w chińskiej (P. plataniflora) medycynie tradycyjnej.